# Изола (Терамо)
Изола (итал. Isola) је насеље у Италији у округу Терамо, региону Абруцо.
Према процени из 2011. у насељу је живело 23 становника. Насеље се налази на надморској висини од 5 м.